# Hypercompe orsa
Hypercompe orsa är en fjärilsart som beskrevs av Pieter Cramer 1777. Hypercompe orsa ingår i släktet Hypercompe och familjen björnspinnare. Inga underarter finns listade i Catalogue of Life.

## Bildgalleri

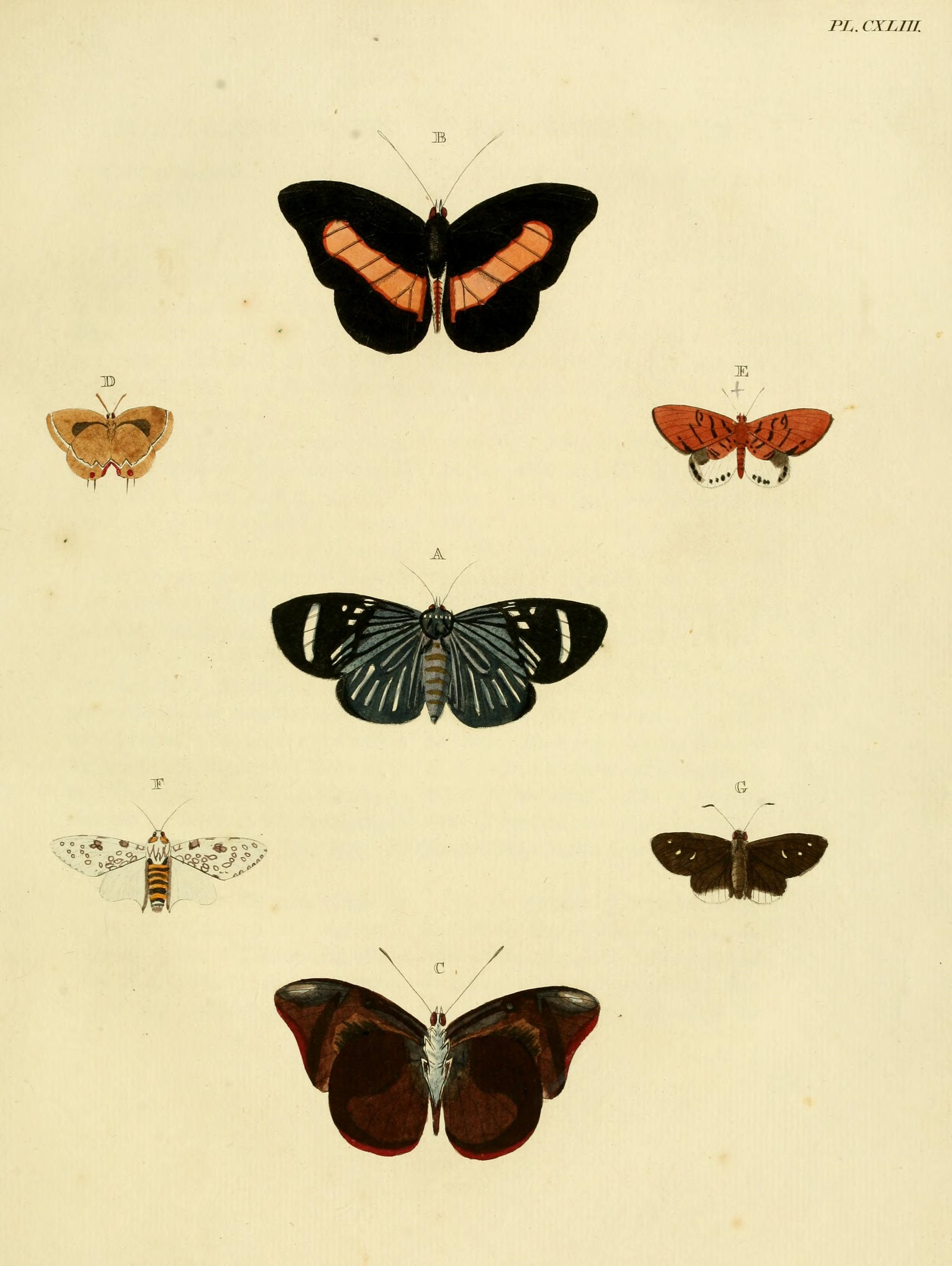